# Vaudrimesnil
Vaudrimesnil est une ancienne commune française du département de la Manche et de la région Normandie, peuplée de 422 habitants, devenue commune déléguée le 1er janvier 2019 au sein de la commune nouvelle de Saint-Sauveur-Villages.

## Géographie
| Millières            | Périers                | Périers                |
| Muneville-le-Bingard | Vaudrimesnil           | Saint-Aubin-du-Perron  |
| La Ronde-Haye        | Saint-Sauveur-Lendelin | Saint-Sauveur-Lendelin |

## Toponymie
Le nom de la localité est attesté sous la forme Waudrimaisnille entre 962 et 996.
Cet appellatif toponymique repose sur l’ancien français maisnil, mesnil « habitation avec pièce de terre, demeure, maison, manoir », et parfois « métairie », issu du bas-latin mansionile, dérivé neutre en -ile du latin mansio « résidence », lui-même un dérivé nominal du verbe manēre « demeurer, rester ».
L'élément mesnil a servi à désigner des propriétés rurales, principalement entre le Xe et le XIIIe siècle (mais on en trouve quelques exemples dès les VIIe – VIIIe siècles). Le mot a aussi continué d’être employé assez tardivement, d’où la difficulté de dater les noms de ce type lorsque les formes anciennes ne sont pas connues. En règle générale, les toponymes normands composés de mesnil sont antérieurs au XIIe siècle. Dans la Manche, cette structure n’a été employée qu'au nord d'une limite allant approximativement de Granville à Saint-Lô. Le premier élément est généralement un nom de personne, souvent d'origine germanique continentale (francique), un peu plus rarement scandinave ou anglo-scandinave; on relève aussi quelques noms d'origine romane (voir dictionnaire étymologique des noms de communes de Normandie de René Lepelley). Au cas d'espèce, Vaudrimesnil serait la contraction de Waldric (nom d'origine germanique) et de mesnil.
Le gentilé est vaudrimesnilais(e) 

## Histoire
Vaudrimesnil est de fondation très ancienne. Son territoire était traversé par la voie romaine, Valognes-Coutances, le Coralium.
La paroisse de Vaudrimesnil relevait de la baronnie de Périers qui appartenait à l'abbaye Saint-Taurin d'Évreux. En 1195, Richard Cœur de Lion confirme cette donation du domaine de Vaudrimesnil (Vandrimesnillum) faite par Richard Ier, duc de Normandie, mais en 1208, Jean de Martigny, 19e abbé de Saint-Taurin, fait remise des églises de Périers et de Vaudrimesnil.
Sous l'Ancien Régime, la paroisse relevait du bailliage de Saint-Sauveur-Lendelin, secondaire du bailliage de Cotentin. Elle dépendait de l'élection de Carentan, de la généralité de Caen et de la sergenterie de Périers.
Vingt-trois habitants de Vaudrimesnil sont morts pour la France durant la Première Guerre mondiale.
Par décret du 11 novembre 1948, la commune se voit décerner la Croix de guerre 1939-1945.
La commune nouvelle de Saint-Sauveur-Villages est créée le 1er janvier 2019 après la fusion de Ancteville, Le Mesnilbus, La Ronde-Haye, Saint-Aubin-du-Perron, Saint-Michel-de-la-Pierre, Saint-Sauveur-Lendelin et Vaudrimesnil.

## Politique et administration
| Période                                                                              | Période       | Identité               | Étiquette | Qualité                               |
| ------------------------------------------------------------------------------------ | ------------- | ---------------------- | --------- | ------------------------------------- |
| 1790                                                                                 |               |                        |           |                                       |
| …                                                                                    | …             | Michel Coisel          |           |                                       |
| …1792                                                                                | 1793…         | François Vautier       |           |                                       |
| …1794                                                                                |               | Pierre Guesnon         |           |                                       |
| 1795                                                                                 | 1797          | Michel Coisel          |           |                                       |
| 1797                                                                                 | 1800          | Jean-Baptiste Gosset   |           |                                       |
| 1800                                                                                 | 1805…         | Michel Coisel          |           |                                       |
| …1808                                                                                | 1834          | Pierre Antoine Vautier |           |                                       |
| 1835                                                                                 | 1844          | Victor Jouninet        |           |                                       |
| 1844                                                                                 | 1848          | Désiré Leneslet        |           |                                       |
| septembre 1848                                                                       | Mars 1882     | Léon Gosset            |           | Conseiller d'arrondissement, herbager |
| 1882                                                                                 | 1900          | Amand Rupalley         |           | Herbager                              |
| 1900                                                                                 | 1901          | Valentin Jouninet      |           |                                       |
| 1901                                                                                 | 1912          | Eugène Lecanu          |           |                                       |
| 1912                                                                                 | 1920          | Auguste Poisson        |           |                                       |
| 1920                                                                                 | 1941          | Firmin Dudouit         |           |                                       |
| 1941                                                                                 | 1945          | Alfred Lecardonnel     |           |                                       |
| 1945                                                                                 | 1971          | Benoni Lecanu          |           |                                       |
| mars 1971                                                                            | mars 1995     | Dominique Brunet       | SE        | Agriculteur                           |
| 1995                                                                                 | mars 2001     | Michel Lucas           |           |                                       |
| mars 2001                                                                            | décembre 2018 | Jean Lecrosnier        | SE        | Agriculteur                           |
| Une partie des données est issue d'une liste établie par Jean Pouëssel et Marc Almy. |               |                        |           |                                       |

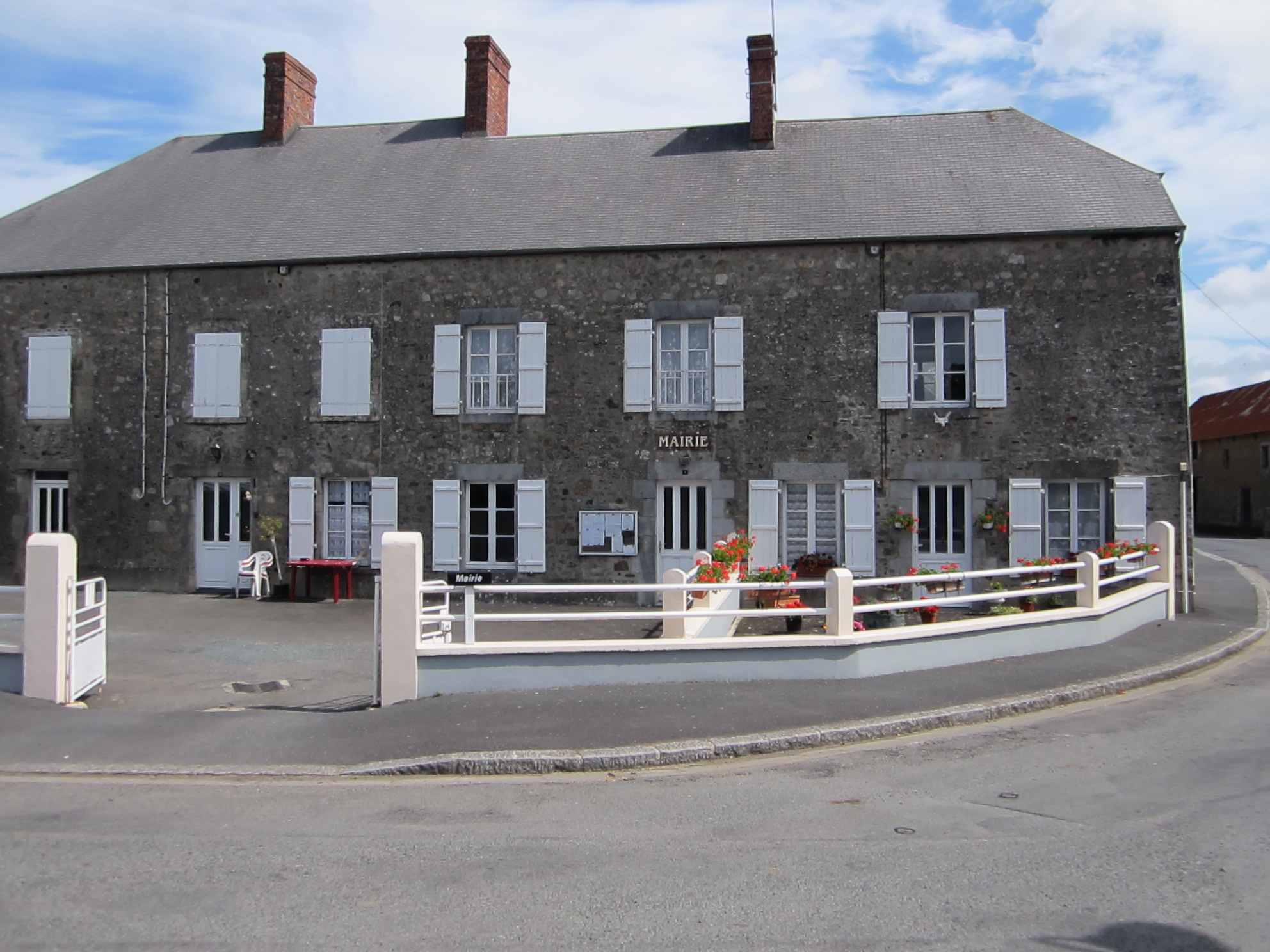
La mairie.

Le conseil municipal était composé de onze membres dont le maire et deux adjoints.
Depuis le 1er janvier 2017, Vaudrimesnil est rattachée à la communauté de communes Coutances Mer et Bocage, entité regroupant soixante-quatre communes et comptant plus de 48 500 habitants.
Le 1er janvier 2019, par arrêté préfectoral du 20 décembre 2018, Vaudrimesnil devient une commune déléguée au sein de la commune nouvelle de Saint-Sauveur-Villages.

À l'issue des élections municipales de 2020, Saint-Sauveur-Villages sera représentée par 29 conseillers municipaux, répartis au prorata du nombre d’habitants, soit : douze pour Saint-Sauveur-Lendelin, quatre pour Vaudrimesnil, trois pour Le Mesnilbus, La Rondehaye et Ancteville, et deux pour Saint-Michel-de-la-Pierre et Saint-Aubin-du-Perron.
| Période      | Période      | Identité        | Étiquette | Qualité                              |
| ------------ | ------------ | --------------- | --------- | ------------------------------------ |
| janvier 2019 | juillet 2020 | Jean Lecrosnier | SE        | Agriculteur                          |
| juillet 2020 | En cours     | Pascal Barbet   | SE        | Technicien des services vétérinaires |

## Démographie
En 2021, la commune comptait 422 habitants. Depuis 2004, les enquêtes de recensement dans les communes de moins de 10 000 habitants ont lieu tous les cinq ans (en 2006, 2011, 2016, etc. pour Vaudrimesnil) et les chiffres de population municipale légale des autres années sont des estimations.
| 1793 | 1800 | 1806 | 1821 | 1831 | 1836 | 1841 | 1846 | 1851 |
| ---- | ---- | ---- | ---- | ---- | ---- | ---- | ---- | ---- |
| 513  | 394  | 565  | 620  | 551  | 524  | 512  | 549  | 527  |

| 1856 | 1861 | 1866 | 1872 | 1876 | 1881 | 1886 | 1891 | 1896 |
| ---- | ---- | ---- | ---- | ---- | ---- | ---- | ---- | ---- |
| 515  | 502  | 501  | 520  | 521  | 545  | 534  | 532  | 491  |

| 1901 | 1906 | 1911 | 1921 | 1926 | 1931 | 1936 | 1946 | 1954 |
| ---- | ---- | ---- | ---- | ---- | ---- | ---- | ---- | ---- |
| 465  | 445  | 460  | 328  | 353  | 382  | 348  | 471  | 370  |

| 1962 | 1968 | 1975 | 1982 | 1990 | 1999 | 2006 | 2011 | 2016 |
| ---- | ---- | ---- | ---- | ---- | ---- | ---- | ---- | ---- |
| 269  | 294  | 332  | 286  | 332  | 386  | 414  | 377  | 458  |

| 2019 | - | - | - | - | - | - | - | - |
| ---- | - | - | - | - | - | - | - | - |
| 475  | - | - | - | - | - | - | - | - |

## Lieux et monuments

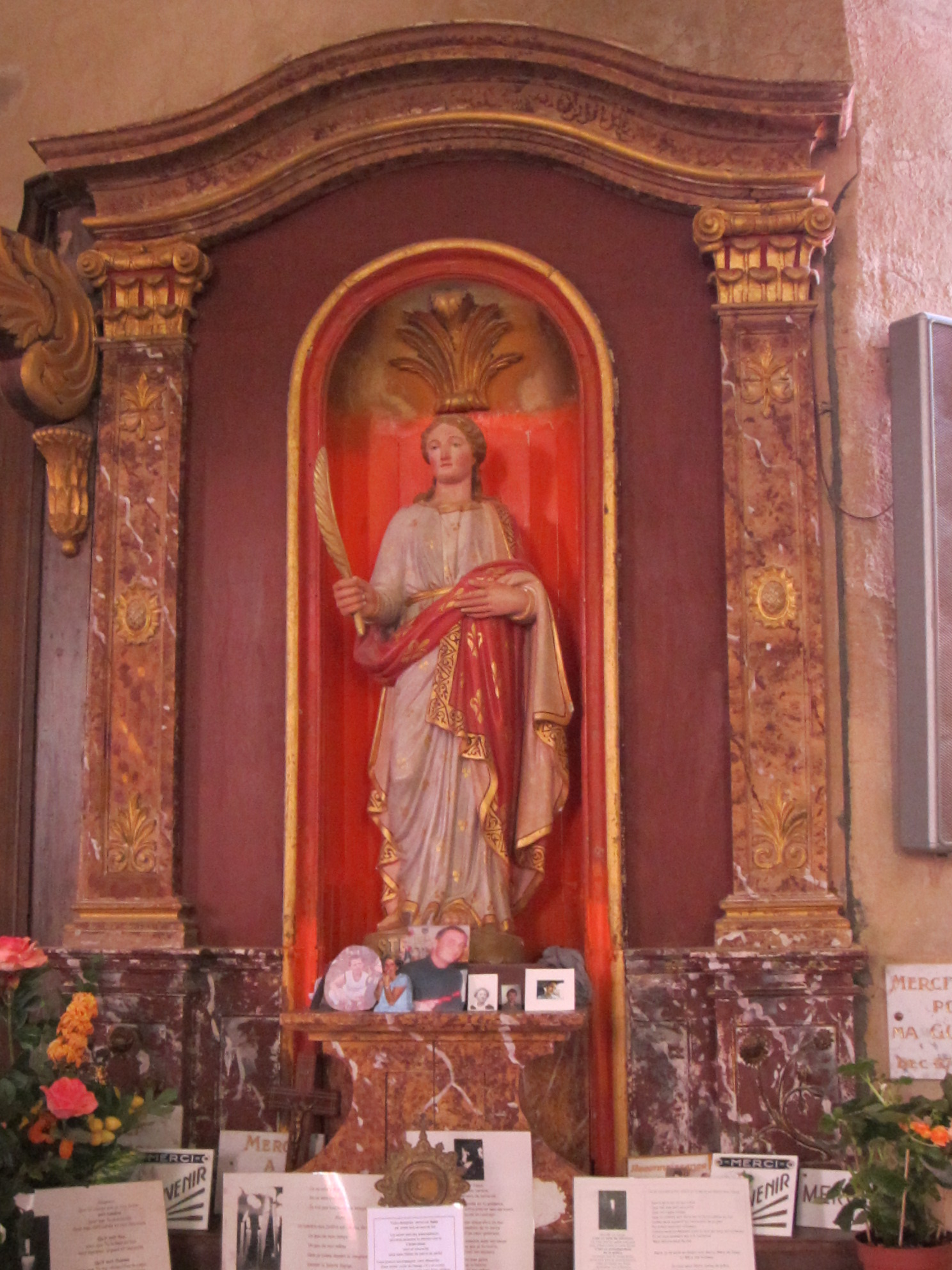
La statue de sainte Foy et ex-voto.

- Église Saint-Manvieu des XVIIe – XVIIIe siècles, avec un mur absidial à cinq pans et un clocher-porche carrée couvert d'un toit en bâtière en façade. L'édifice abrite un maître-autel à quatre colonnes géminées et lutrin du XVIIIe, des fonts baptismaux du Moyen Âge, une verrière du XXe de Mauméjean, les statues de saint Lunaire et saint Manvieu du XVIIIe, une Vierge à l'Enfant et sainte Foy du XIXe[12], et une cloche datée de 1743.
- Croix de cimetière datée de 1899, et croix Pochon daté de 1892 au milieu d'une mare.
- Château de la Rivière-Barbey ou du Rupalley des XVIIe – XIXe siècles, résidence de la famille Gosset du début du XVIIIe siècle jusqu'en 1960 ; devenu manoir Georges-Guénier en 1983 et transformé en foyer d'hébergement pour aveugles.
- Ancien orphelinat de Vaudrimesnil[18] créé en 1912, puis transformé en maison de retraite en 1990 puis en complexe de loisirs en 2018[19]. La chapelle bâtie en 1894 renferme un riche mobilier et son jardin est inscrit depuis 1998 à l'IGPC[20].
- Fermes de la Grande Porte et de la Rochelle et son colombier du XVIIe siècle.
- Ancien moulin.

## Personnalités liées à la commune
- Louis Olivier Gosset (Vaudrimesnil, 12 septembre 1722 - 26 juin 1801), sieur de la Rivière-Barbey, nommé par les habitants de Vaudrimesnil leur avocat au procès des landes de Lessay en 1763[21] ; il participe au début de 1789 à la rédaction du cahier de doléances de la paroisse de Vaudrimesnil pour les États généraux de 1789 ; élu député à l'assemblée préliminaire du Tiers état, il siège à Périers où se déroulent pendant dix-sept jours les travaux du bailliage secondaire de Saint-Sauveur-Lendelin[22].
- Pierre Le Menuet de La Jugannière (Vaudrimesnil ou Périers, 1746 - 1835), magistrat et homme politique.
- L'abbé Olivier Gosset, né à Vaudrimesnil le 22 décembre 1731, cousin de l'abbé Pierre Gosset, autre prêtre réfractaire, fait ses études à Caen où il obtient le grade de maître ès arts de l'Université[23]. Il est diacre à Vaudrimesnil puis curé du Mesnilbus en 1766. À la Révolution, il prête serment restrictif et est bientôt recherché. Préférant la clandestinité à l'exil, il se cache dans un bois proche de sa maison natale. Près d'être retrouvé par les Bleus, il se sauve. Allant être rattrapé, il enfouit la boîte conservant ses hosties consacrées. Il est pris et aurait sans doute été relâché mais un chien gratte le sol et découvre le ciboire. Olivier Gosset se précipite pour récupérer les hosties mais les Bleus se jettent sur lui avec leurs sabres pour l'en empêcher et lui tranchent les mains. Le Martyre de l'abbé Gosset a été par la suite transposé par La Varende[Note 5]. Le prêtre réfractaire Olivier Gosset s'expatrie en 1794 à Jersey. Il en revient en 1800 et est successivement desservant à Hauteville-la-Guichard, curé du Mesnilbus puis curé de Montcuit où il meurt en poste le 3 mai 1805, à 73 ans[24]. À la fin du XIXe siècle, sa famille, au retour d'un pèlerinage, a fait ériger un calvaire sur le lieu de son martyre, au bord de la route qui va du château de Vaudrimesnil à l'église.
- L'abbé Pierre Olivier Gosset, neveu de l'abbé Olivier Gosset, né à Vaudrimesnil le 13 août 1756, fait ses études comme son oncle à Caen où il obtient lui aussi le grade de maître ès arts de l'Université. Il est d'abord vicaire à Feugères. Prêtre réfractaire, il doit s'exiler en 1792 à Jersey. Revenu en 1803, il est nommé curé de Vaudrimesnil où il restera pendant seize ans[25]. Sa position d'aîné d'une famille estimée, sa renonciation à ses droits de primogéniture pour être prêtre, sa grande culture, son prestige de prêtre réfractaire et d'exilé, un total dévouement à la population lui valent une grande considération. Il meurt en poste à Vaudrimesnil le 16 janvier 1819, à 62 ans.
- Le Dr Paul Gires (1873-1948), descendant des Gosset, fondateur de l'École française de stomatologie, repose à Vaudrimesnil.